# Reacción de Reed
La reacción de Reed es una reacción química que utiliza la luz para oxidar los hidrocarburos a los cloruros de sulfonilo empleando para este fin dióxido de azufre y cloro diatómico. La reacción lleva a cabo a través de un mecanismo de radicales libres. En primer lugar, la luz promueve la disociación homolítica de una molécula de cloro; a continuación, el radical de cloro producido ataca la cadena de hidrocarburo para formar un cloruro de hidrógeno, lo que provoca la formación de radicales libres alquilo. A continuación, la molécula de dióxido de azufre dona un electrón para formar un enlace y un radical sulfonilo. Por último, este radical ataca al otro radical cloro para formar así el cloruro de sulfonilo deseado.

## Mecanismo
Iniciación:
{\displaystyle Cl_{2}{\xrightarrow {h\nu }}2Cl\cdot .}
Propagación:
{\displaystyle R-H+\cdot Cl\longrightarrow R\cdot +HCl}
{\displaystyle R\cdot +:\!SO_{2}\longrightarrow R-{\dot {S}}O_{2}}
Terminación:
{\displaystyle R-{\dot {S}}O_{2}+Cl_{2}\longrightarrow R-SO_{2}-Cl+Cl\cdot .}
Los cloruros de sulfonilo resultantes son ampliamente utilizados en la industria de detergentes como materia prima. En determinadas circunstancias (40-80 °C) sólo se lleva a cabo la cloración de alcanos.